# Nasser El-Tallis
Nasser El-Tallis (ur. 25 września 1964) – egipski piłkarz grający na pozycji defensywnego pomocnika. W swojej karierze rozegrał 6 meczów w reprezentacji Egiptu.

## Kariera klubowa
Swoją karierę piłkarską El-Tallis rozpoczął w klubie Ghazl El-Mehalla, w którym zadebiutował w 1984 roku. Grał w nim do 1991 roku i wtedy też przeszedł do El Mokawloon SC, w którym spędził dwa sezony. Z kolei w latach 1993-1995 grał w Al-Masry Port Said, w którym zakończył karierę.

## Kariera reprezentacyjna
W reprezentacji Egiptu El-Tallis zadebiutował 29 stycznia 1986 w przegranym 0:4 towarzyskim meczu z Anglią, rozegranym w Kairze. W tym samym roku został powołany do kadry na Puchar Narodów Afryki 1986. Z Egiptem wywalczył mistrzostwo Afryki. Na tym turnieju rozegrał jeden mecz, grupowy z Senegalem (0:1). Od 1986 do 1991 w kadrze narodowej zagrał 6 razy.